# NGC 5937
NGC 5937 é uma galáxia espiral (Sb) localizada na direcção da constelação de Serpens. Possui uma declinação de -02° 49' 45" e uma ascensão recta de 15 horas, 30 minutos e 46,2 segundos.
A galáxia NGC 5937 foi descoberta em 14 de Abril de 1785 por William Herschel.